# La Danse (Herbays)
Pour les articles homonymes, voir La Danse.
La Danse est une œuvre du sculpteur belge Jules Herbays (1866-1940), installée au square de la Croix-Rouge, à Ixelles.

## Description
Une jeune femme danse entourée de trois putti ; l’un d'eux agite un tambourin.